# ペーター・アドラー

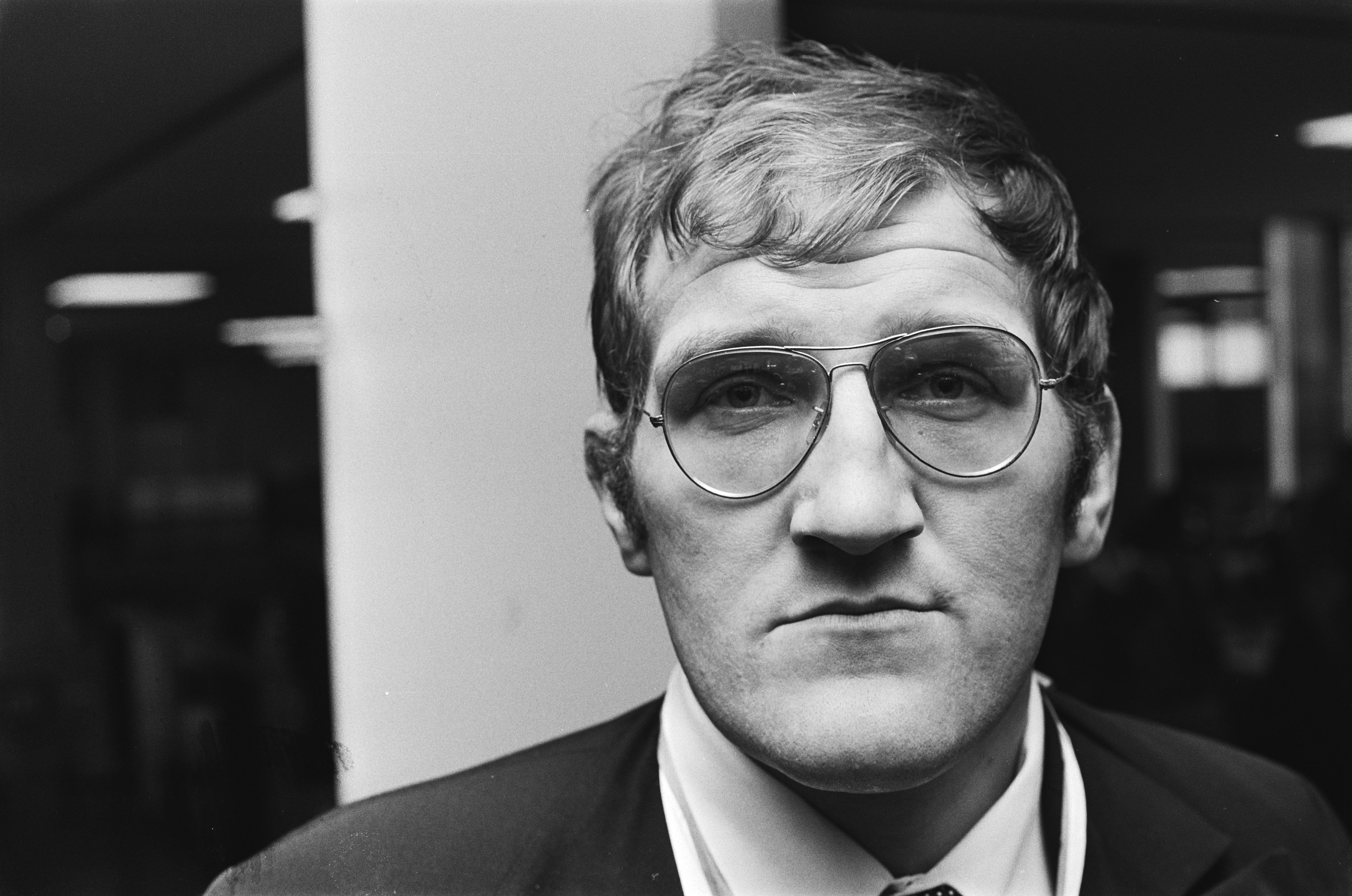
ペーター・アドラー

ペーター・アドラー（Peter Adelaar、1947年2月26日-2004年10月16日）はオランダのアムステルダム出身の柔道選手。階級は95kg超級。身長213cm(217cmとも言われている)。体重135kg。

## 人物
1973年のフランス国際とヨーロッパ選手権重量級で3位になった。1975年のヨーロッパ選手権無差別と1977年のヨーロッパ選手権95kg超級でも3位だった。1978年のヨーロッパ選手権では決勝でハンガリーのバルガ・イムレを破って優勝した。その後、嘉納杯に出場した際にはその巨体で話題になったが、初戦で敗れて見かけ倒しと酷評された。1979年と1980年のヨーロッパ選手権では3位だった。モスクワオリンピックでは95kg超級の初戦でチェコスロバキアのウラジーミル・コツマンに総合負けを喫した。無差別でも初戦でイギリスのアーサー・マップに合技で敗れた。引退後の2004年に死去した。

## 主な戦績
重量級での戦績
- 1973年 - フランス国際　3位
- 1973年 - オランダ国際　優勝
- 1973年 - ヨーロッパ選手権　3位
- 1975年 - オランダ国際　優勝
- 1975年 - ヨーロッパ選手権　無差別　3位

95kg超級での戦績
- 1977年 - ヨーロッパ選手権　3位
- 1978年 - ヨーロッパ選手権　優勝
- 1979年 - ヨーロッパ選手権　3位
- 1980年 - ヨーロッパ選手権　3位

(出典)。